# NN-91
La carretera NN‑91 es una vía colectora secundaria ubicada en el municipio de Camoapa, en el departamento de Boaco. Esta vía comunica comunidades rurales con el centro urbano del municipio, brindando acceso a mercados, escuelas y centros de salud.

## Trazado y cruces
| km   | Localidad / Punto | Departamento | Conexión / Ruta |
| ---- | ----------------- | ------------ | --------------- |
| 0,0  | San Pedro         | Boaco        | Camino rural    |
| 7,4  | Comunidad La Joya | Boaco        |                 |
| 16,2 | Camoapa           | Boaco        | NIC 17 , NN 92  |

## Coordenadas
Uno de los tramos de la NN‑91 puede ser encontrado en las coordenadas: 12°23′14″N 85°31′07″O / 12.3872, -85.5186